# Lohusalu laht
Lohusalu laht (eller Lohusalubukten) är en vik i nordvästra Estland. Den ligger på gränsen mellan kommunerna Keila vald och Harku vald i Harjumaa, 27 km väster om huvudstaden Tallinn. Bukten breder ut sig mellan uddarna Lohusalu poolsaar i väster och Ninamaa på Suurupi poolsaar i öster. Åarna Keila jõgi och Vääna jõgi har sitt utflöde i bukten. Byarna Keila-Joa, Türisalu och Vääna-Jõesuu är belägna utmed buktens kust.
Inlandsklimat råder i trakten. Årsmedeltemperaturen i trakten är 3 °C. Den varmaste månaden är juli, då medeltemperaturen är 17 °C, och den kallaste är januari, med −11 °C.